# Motorno padalo
Za podobno napravo glej motorno jadralno padalo
Motorno padalo (ang. powered parachute (PPC), motorised parachute, paraplane) je lahka letalna naprava, ki sestoji iz padala, motorja in pristajalnih koles. Tipična potovalna hitrost je 40–60 km/h. Višina leta je lahko od nekaj metrov, tipična je okrog 150-500 metrov, največja pa do 5500 metrov. Prazna teža zrakoplova je 90–135 kilogramov. Rezervoar za gorivo ima kapaciteto 18-38 litrov, kar zadošča za okrog tri ure letenja. Za vzlet je potrebnih samo okrog 30-50 metrov steze, lahko tudi manj npr. pri čelnem vetru. 
Za samostojno letenje je potrebno minimalno okrog 5-10 ur šolanja. V nekaterih primerih se jih lahko leti brez licence. V ZDA spadajo PPC-ji v kategorijo LSA (lahki športni zrakoplovi), za letenje je potrebna licenca LSA.
Jadralno število brez uporabe motorja je 3:1 do 6:1.
Motorno padalo ni isto kot motorno jadralno padalo, zrakoplova sta podobna, vendar ne povsem. Motorno padalo ima po navadi bolj kvadratno krilo, motorno jadralno padalo po navadi nima koles.
Motorna padala so ena izmed najbolj poceni motornih letalnih naprav, cena je okrog $5000-25000. 